# ONS-kód
Az ONS-kódrendszer geokódrendszer az Egyesült Királyságban, melyet a Nemzeti Statisztikai Hivatal (Office of National Statistics, ONS) tartott fenn, 2011-ig. 2011 óta az országban kilencjegyű GSS-kódokat használnak.
Az ONS-rendszerben a kisebb közigazgatási egységek geokódjai kapcsolódtak azon nagyobb egységekhez, amelyekhez közigazgatásilag tartoztak, például Cambridgeshire kódja 12-vel kezdődik, a hozzá tartozó Cambridge kerület kódja 12UB. A GSS-rendszerben nincsenek ilyen irányú összefüggések a kódok között. 
A GSS-rendszerben Anglia geokódjai E-vel, Wales geokódjai W-vel, Skócia geokódjai S-sel, Észak-Írországé pedig N-nel kezdődnek.